# Radbourne Hall
Radbourne Hall est une maison de campagne géorgienne du XVIIIe siècle, siège de la famille Chandos-Pole, à Radbourne, Derbyshire. Il s'agit d'un bâtiment classé Grade I.

## Histoire
Le manoir de Radbourne est détenu par la famille Chandos depuis l'époque de la conquête normande. C'est l'un des rares domaines fonciers britanniques à n'avoir été transmis que par héritage et par mariage depuis la Conquête, lorsque l'allié de Guillaume le Conquérant, Henri de Ferrières, l'obtient au XIe siècle. À la mort de Sir John Chandos, un chevalier original de l'ordre de la Jarretière, en 1369, il passe à sa nièce qui épouse Sir Peter de la Pole de Newborough, Staffordshire.
La maison actuelle est construite vers 1739 pour son descendant German Pole, probablement par l'architecte William Smith le Jeune. Le bâtiment précédent, situé dans le creux vers le village de Radbourne, était censé pouvoir faire dormir 100 personnes dans des lits et avoir une écurie pour 200 chevaux. Lorsque le ruisseau était en crue, les barils de bière devaient être récupérés à la cave par bateau. La construction en briques comporte deux étages en briques rouges placés sur un sous-sol en pierre. La façade d'entrée comporte sept travées, dont les trois centrales légèrement saillantes et couronnées d'un fronton en pierre sculptée portant les armes de la famille des Pole.
Le parc est initialement aménagé en 1790 par William Emes.
En 1807, Edward Sacheverell Pole adopte le nom de famille supplémentaire de Chandos comme descendant de Sir John Chandos. Depuis lors, le nom de famille est Chandos-Pole. Edward Sacherevell Chandos-Pole, Haut-shérif en 1827, est remplacé dans cette fonction par son fils et homonyme. Il agrandit et modernise la propriété en 1865.
La rénovation majeure suivante a lieu à la fin des années 1950, sous les instructions du propriétaire, le major John Walkelyne Chandos-Pole, lorsqu'une partie de l'aile agrandie est démolie, qui comprenait la salle de bal et une aile des domestiques. La décoration intérieure est entreprise par John Beresford Fowler de Colefax & Fowler.
Plusieurs membres de la famille Pole sont haut shérif du Derbyshire, dont Samuel Pole (1651-1731), qui est le père d'Edward Pole, un lieutenant-général, et de Charles Pole, un député. Les baronnets Pole de Wolverton, Hampshire, descendent de Charles Pole.
Erasmus Darwin habite brièvement dans la maison, après son mariage en 1781 avec Elizabeth Pole.